# Beasts of Paradise
Beasts of Paradise er en amerikansk stumfilm fra 1923 af William James Craft.

## Medvirkende
- William Desmond som Phil Grant
- Eileen Sedgwick som Helen Frazer
- William Gould som  William N. Gould
- Ruth Royce som Marie Verne
- Margaret Morris som Tilah
- James Welsh
- Clark Comstock